# Doły (województwo śląskie)
Doły (niem. Niederhof) – wieś w Polsce, położona w województwie śląskim, w powiecie lublinieckim, w  gminie Boronów.
Wieś położona jest nad rzeką Liswartą. Na jej terenie znajdują się dwa stawy hodowlane, gdzie spotkać można m.in. łabędzia niemego.
W miejscowości są trzy domy mieszkalne i kilkanaście domków letniskowych. Przed II wojną światową na Dołach zamieszkiwało od kilku do kilkunastu rodzin. W XIX wieku na tym terenie znajdowała się odkrywkowa kopalnia rud żelaza, a także tartak, rozmontowany po II wojnie światowej. Likwidacja obiektów przemysłowych przyczyniła się do wyludnienia tego terenu.

## Historia miejscowości
Co najmniej od XVI wieku kopano w tym miejscu rudę i znajdowała się przy niej kuźnica. W XVIII wieku miejscowość ta nazywała się Dolner Hammer, a od XIX wieku do roku 1922 Niederhof. W XIX i na początku XX wieku teren ten połączony był torami z Zumpami i Dębową Górą skąd w kierunku Dołów zwożono drewno, z którego wyrabiano węgiel drzewny potrzebny do pracujących przy kopalni fryszerek, a także tartaku. 

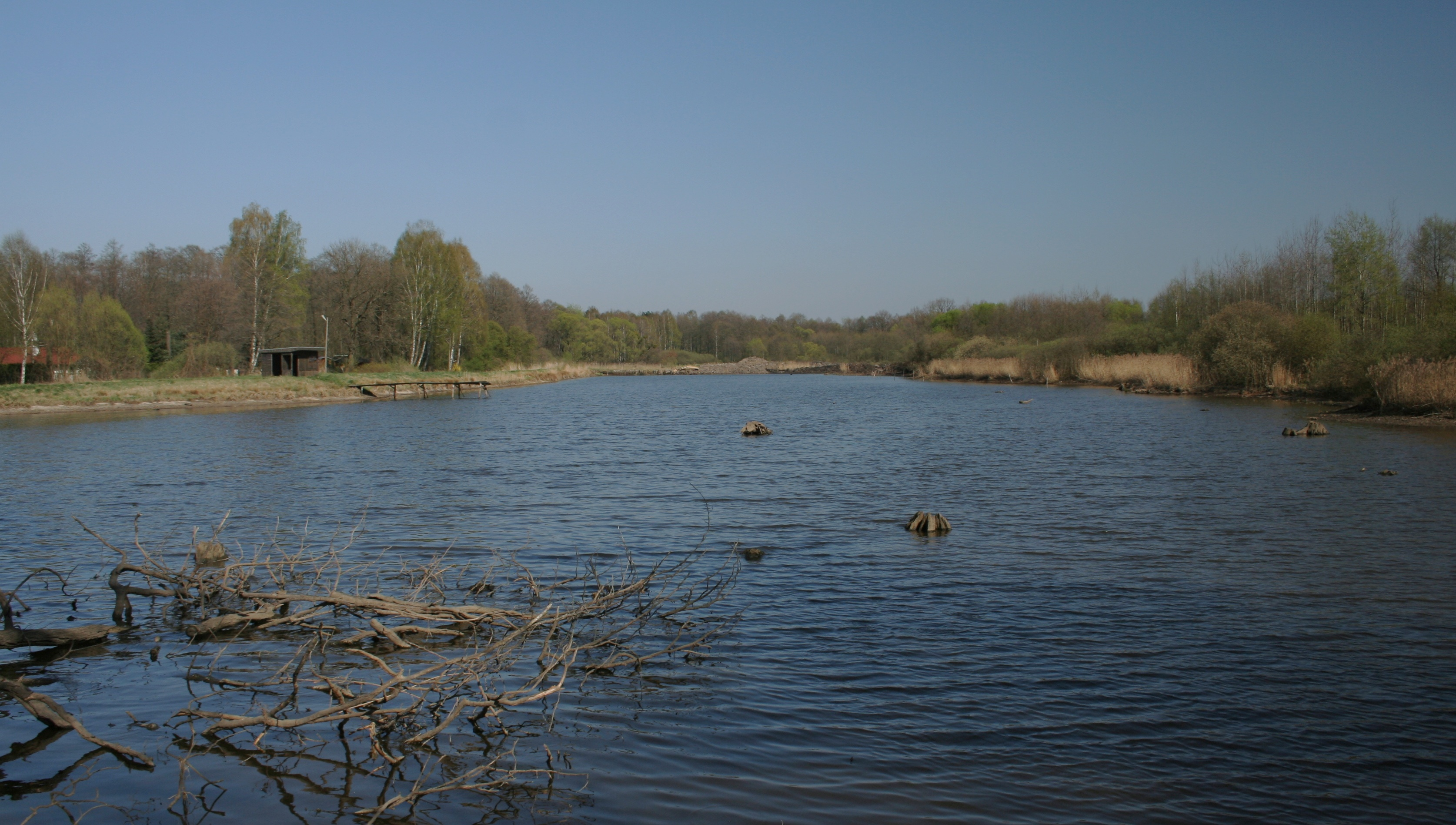
Jeden ze stawów w przysiółku Doły

Do 2024 r. miejscowość była przysiółkiem wsi Boronów.